# مارغريت ترومان
مارغريت ترومان (بالإنجليزية: Margaret Truman) (و. 1924 – 2008 م) هي ممثلة، وروائية، وكاتبة من الولايات المتحدة الأمريكية ولدت في إنديبندنس، ميزوري.

## التعليم
تعلمت في جامعة جورج واشنطن.

## روابط خارجية
- مارغريت ترومان على موقع IMDb (الإنجليزية)
- مارغريت ترومان على موقع الموسوعة البريطانية (الإنجليزية)
- مارغريت ترومان على موقع مونزينجر (الألمانية)
- مارغريت ترومان على موقع ميوزك برينز (الإنجليزية)
- مارغريت ترومان على موقع إن إن دي بي (الإنجليزية)
- مارغريت ترومان على موقع قاعدة بيانات الفيلم (الإنجليزية)